# Jacques Pillois
Jacques Pillois (París, 4 de febrer de 1877 - Nova York, 3 de gener de 1935) fou un compositor i organista francès.

## Obres
- Una Petite suite rusienne,
- Sis Proses Lyriques,
- Un Prélude symphonique,
- El poema líric L'anémone et la rose, inspirat en poema de Leconte de Lisle.
- Un Triptyque.
- Feuilliets de guerre,poema simfònic.
- Diverses composicions de música de cambra.